# Centre de développement de l'OCDE
Le Centre de développement de l'OCDE, créé en 1961, est un forum indépendant de partage des connaissances et de dialogue, permettant aux pays membres de l'Organisation de coopération et de développement économiques et aux économies en développement de collaborer sur un pied d’égalité. En Juillet 2022, il comptait 54 membres – 25 pays de l’OCDE et 29 pays non membres. Le Centre conduit des analyses des problèmes structurels susceptibles d’avoir un impact sur le développement mondial. Grâce à une approche pluridisciplinaire, il s’intéresse également aux enjeux spécifiques des pays émergents et en développement, afin d’aider les gouvernements à formuler des politiques économiques novatrices.

## Liste des pays membres du Centre de développement
Le Comité directeur du Centre de développement comprend 54 pays, dont 25 sont des pays membres de l’OCDE et 29 des pays en développement et émergents.  L’Union européenne participe également aux travaux du Comité directeur.
- Albanie
- Afrique du Sud
- Argentine
- Belgique
- Brésil
- Cap-Vert
- Chili
- Chine
- Colombie
- Corée du Sud
- Costa Rica
- Côte d'Ivoire
- Danemark
- Égypte
- El Salvador
- Espagne
- Équateur
- Finlande
- France
- Ghana
- Grèce
- Guatemala
- Inde
- Indonésie
- Irlande
- Islande
- Israël
- Italie
- Japon
- Kazakhstan
- Maurice
- Mexique
- Maroc
- Norvège
- Panama
- Pays-Bas
- Pérou
- Paraguay
- Portugal
- République dominicaine
- République tchèque
- Roumanie
- Rwanda
- Sénégal
- Slovaquie
- Slovénie
- Suède
- Suisse
- Thaïlande
- Togo
- Tunisie
- Turquie
- Uruguay
- Vietnam

## Les travaux du Centre de développement de l’OCDE
Les travaux comprennent trois perspectives économiques régionales annuelles (sur l’Afrique, l’Amérique latine et les Caraïbes, ainsi que l’Asie du Sud-Est, la Chine et l’Inde), un rapport annuel mondial (Perspectives du développement mondial), des Examens multidimensionnels par pays et des réseaux thématiques de dialogue sur les politiques. Il conduit en outre des analyses transversales et des projets majeurs sur des thèmes comme la cohésion sociale, l’égalité hommes-femmes, les migrations, l’intégration des jeunes, la compétitivité, les chaînes de valeur mondiales, les ressources naturelles, les problèmes budgétaires et les classes moyennes. Le Centre a été un acteur important de l’élaboration de la Stratégie de l’OCDE pour le développement, et joue un rôle central dans sa mise en œuvre. Au sein de l’OCDE et de la communauté internationale, le Centre de développement de l’OCDE est une plate-forme unique de partage des connaissances et de dialogue politique fondé sur des données factuelles, où les gouvernements des pays membres, en développement et émergents, interagissent à égalité. Le Centre favorise les débats et les échanges afin d’aider les pays dans leur recherche de solutions novatrices face aux nouveaux enjeux et problèmes de développement mondiaux. Il travaille également avec des instituts de recherche, des fondations, des entreprises et des groupes de réflexion.